# Nikola Jokić
Nikola Jokić (født 19. februar 1995) er en serbisk professionel basketballspiller som spiller for NBA-holdet Denver Nuggets. Han har vundet NBA Most Valuable Player tre gange i sin karriere og været på All-Star holdet seks gange.
Han anses som en af de bedste europæiske spillere nogensinde. Han er især kendt for sin unikke spillestil, som især handler om hans evne til at aflevere bolden, et talent som er unikt for en fysisk stor center.

## Spillerkarriere

### Mega Basket
Jokić begyndte sin karriere i hjemlandet. Efter at være spottet af talentspejdere, skrev den kun 17-årig Jokić kontrakt med Mega Basket i 2012, en klub baseret i den serbiske hovedstad Beograd. Han begyndte for alvor at spille med på seniorholdet hos Mega Basket i løbet af 2013-14 sæsonen.
Jokić erklærede sig til 2014 NBA draften, og blev valgt af Denver Nuggets med det 41. valg. Jokić valgte dog at fortsætte med at spille i Serbien, hvilke er normalt for udenlandske spillere som ikke er garanteret en plads i NBA. At blive et år mere i Serbien viste sig at være en god idé, da Jokić havde sit hidtil bedste år i 2014-15 sæsonen. Jokić imponerede, og vandt både Most Valuable Player og Young Prospect of the Year i ABA-ligaen, hvilke er en liga som består af hold fra landende i det tidligere Jugoslavien.
Efter at hans hold tabte i semi-finalen af den Serbiske Liga, så annonceret Jokić at han ville tage til Denver for at spille i NBA.

### Denver Nuggets

#### 2015-18: Debut og etablering på holdet
Jokić skrev under med Nuggets i juli 2015, og fik kort efter sin NBA-debut. Hans unikke spillestil fangede hurtigt opmærksomhed, men han spillede på dette tidspunkt stadig hovedsageligt som bænkspiller bag Jusuf Nurkić. Jokić var et aktivt navn i Rookie of the Year diskussionen, hvor han endte som tredjepladsen. Han kom med på All-Rookie First Team, hvilke består af de 5 bedste rookies fra sæsonen.
Det var usikkert ved 2016-17 sæsonen, om det skulle være Jokić, eller om det skulle være Nurkić, som var den center som Nuggets skulle bygge omkring, og i starten af sæsonen byttede de to spillere ofte om at starte på banen og starte på bænken. Det blev dog klart omkring nytåret at Jokić var fremtidens mand, og Nuggets besluttede derfor at trade Nurkić til Portland Trail Blazers, og dermed gøre Jokić til manden man ville bygge omkring. Det viste sig hurtigt at være den rigtige beslutning, da Jokić fortsatte sit gode spil, og sluttede som andenplads i Most Improved Player for 2016-17 sæsonen.

#### 2018-20: All-Star
Jokić blev for første gang All-Star i 2018-19 sæsonen, og vandt også årets spiller i Serbien for 2018. Han kom efter sæsonen også med på All-NBA First Team, hvilke er de 5 bedste spillere i den foregående sæson.
Jokić var igen på All-Star holdet for 2019-20 sæsonen, og ledte Nuggets til slutspillet, hvor at de nået hele vejen til semi-finalen, før at de tabte til de eventuelle mestre Los Angeles Lakers.

#### 2020-22: Most Valuable Player
Jokić tog sit spil til et nyt niveau i 2020-21 sæsonen, og vandt han MVP-prisen for sin 2020-21 sæson. Jokić blev hermed den første center til at vinde prisen siden 2000 hvor Shaquille O'Neal vandt. Han blev også den første serber, den første Denver Nuggets spiller og den første spiller til at blive draftet i den anden runde til at vinde prisen nogensinde.
Jokić vandt igen MVP i 2021-22 sæsonen, og blev hermed en blandt kun 13 spillere til at have vundet prisen to eller flere gange i streg.

#### 2022-23: Mesterskab
Han fortsatte sit gode spil i 2022-23 sæsonen, og var med i en lang duel med Joel Embiid om MVP-prisen, men måtte se sig slået til prisen i sæsonen, da Embiid vandt. I slutspillet ledte han Nuggets hele vejen til finalerne for første gang i klubbens historie. De mødte her Miami Heat, og efter en serie på fem kampe, så vandt Nuggets deres første mesterskab i klubbens historie. Jokić havde et historisk slutspil, da han blev den første spiller nogensinde til at have flest point, assist og rebounds i løbet af slutspilet. Han blev kåret som Finals Most Valuable Player som den første center siden Shaquille O'Neal i 2000.

#### 2023-24: MVP igen
Jokić fik den 6. november 2023 sin triple-double nummer 108 i karrieren og overtog hermed LeBron James' plads som den aktive spiller med flest i ligaen, samt også tredjepladsen for flest triple-doubles nogensinde. Ved sæsonens udgang blev han kåret som Most Valuable Player for tredje gang i sin karriere, og blev hermed den kun niende spiller til at vinde 3+ MVP trofæer.

## Landsholdskarriere

### Ungdomslandshold
Jokić har repræsenteret Serbien på flere ungdomsniveauer.

### Seniorlandshold
Jokić var del af Serbiens trup til sommer-OL 2016, hvor at Serbien vandt sølv, efter at have tabt til USA i finalen.